# Blues Power
Singles de Eric Clapton
After Midnight Let It Rain (en)
(1972)
Blues Power est le deuxième single solo de Eric Clapton, issu de son premier album studio Eric Clapton. Il est sorti en 1970 chez Polydor Records. La chanson a un tempo rock et est chantée par Clapton. Elle est dans la tonalité Do majeur. En plus de sa présence sur l'album studio et en tant que single en 1970, la chanson apparaît sur plusieurs albums live et des compilations : The History of Eric Clapton (1972), Eric Clapton at His Best (1972), Just One Night (1980), Backtrackin' (en) (1984), Time Pieces Vol.II Live in the Seventies (1985), Crossroads (1988) and The Cream of Clapton (1995). Au total, elle est présente sur 15 albums.